# Pisuerga

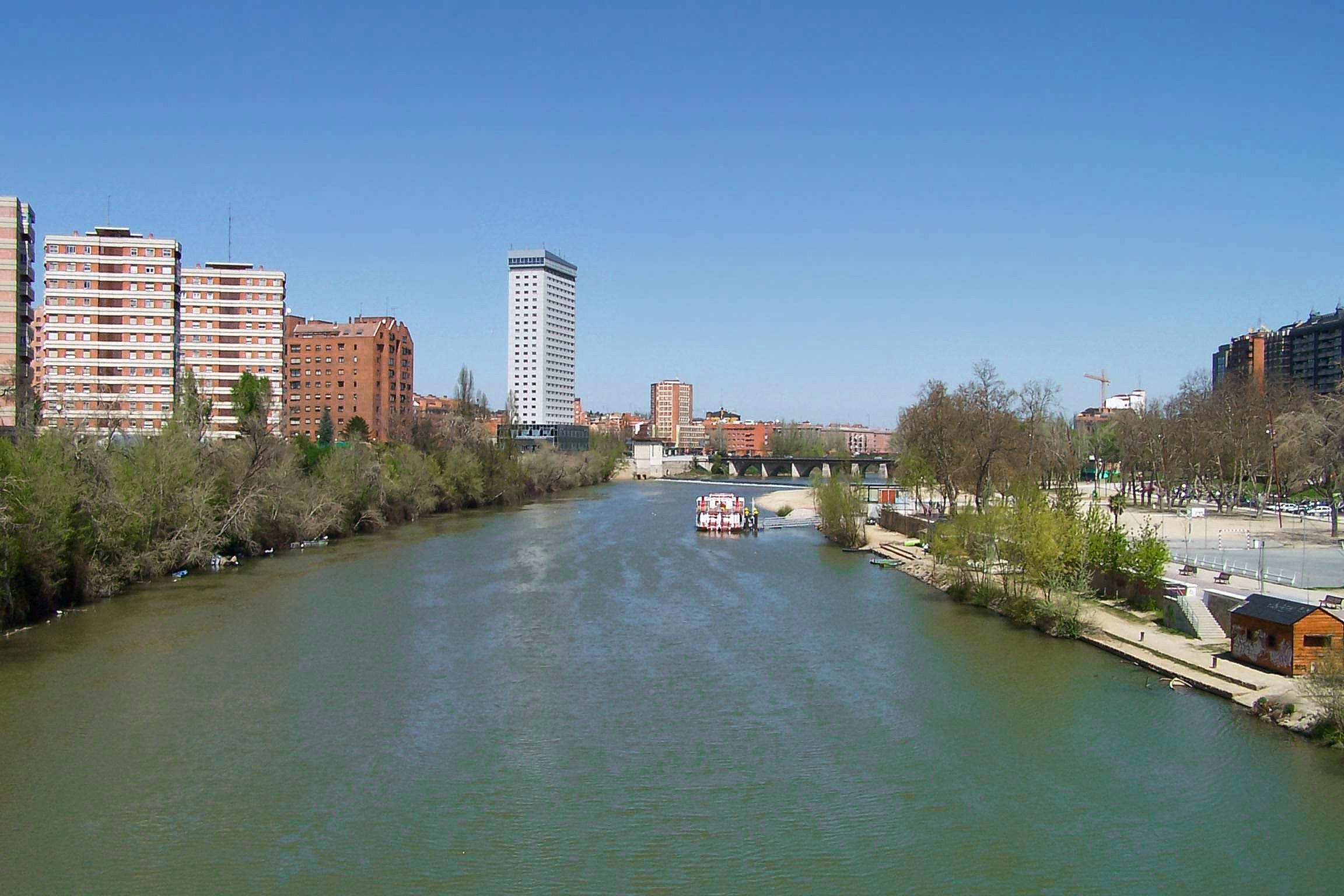
De Pisuerga in Valladolid

De Pisuerga is een rivier in het noorden van Spanje, en het is de op een na grootste zijrivier van de Douro (Spaans: Duero) die uiteindelijk bij de Portugese stad Porto uitmondt in de Atlantische Oceaan.
De rivier ontspringt aan de zuidelijke zijde van het Cantabrisch gebergte (in de provincie Palencia) en stroomt van daar uit in zuidelijke richting naar de stad Valladolid, daarna ontmoet de rivier al snel de Duero. De lengte van de Pisuerga is ongeveer 270 kilometer.
Sinds de jaren 50 van de twintigste eeuw is het niveau van de rivier heel regelmatig geworden vanwege de constructie van de Aguilar de Campo stuwdam. Hierdoor is het mogelijk geworden om de vallei in het stroomgebied te ontginnen tot akkerland.
- Biblioteca Nacional de España: XX455312
- Nationale Bibliotheek van Israël: 987012331776705171
- Virtual International Authority File: 246353992